# 沙田浸信會
沙田浸信會（英語：Shatin Baptist Church，簡稱：沙浸）位於香港新界沙田區的大型教會之一，信仰宗派屬於「香港浸信會聯會」之下的浸信宗教會，並以「一間教會（沙田浸信會），多個分堂（六個堂所，非福音堂或聚會點）」形式運作，各堂均有不同的特色，有專責的同工團隊和牧區，牧養的小組接近300個。現有六間堂所，連英語崇拜、長者崇拜、青少年崇拜及兒童崇拜，共有40堂崇拜，每周聚會人數超過4500人。

## 曾獲得的獎項
- 2006年全球健康堂會獎（「國際目的導向事工」頒發）[1]
- 2008年香港浸信會聯會教會70周年受浸人數最多獎
- 2009年香港浸信會聯會教會十年增長大獎
- 2001-2012年全港金書獎、湯清文學獎（創作獎、優異獎、入圍獎）

## 政府註冊的合法婚禮場地
- 瀝源座堂可借作婚禮場地之用，大約可容納 200 人。結婚男女雙方，必須為基督徒並已受浸。[2]

## 歷史
1962年2月底，香港浸信會聯會傳道部，購入沙田墟第4街609號屋地（位置約在現今新城市廣場停車場入口），用作興建福音堂。
1962年3月4日，福音堂第一次主日崇拜，聯會傳道部邀請尖沙嘴浸信會成為福音堂之母會，並由母會差派執事協助會務。
1962年9月，颶風溫黛襲港，教會建築物遭受很大之破壞，經弟兄姊妹齊心禱告奉獻，再得浸聯會及西差會協助，堂務迅速恢復。
1973年12月，福音堂購買及遷入大圍區地段904號A(現今大圍道32號)地下及二樓為堂。
1977年3月6日，正式成立教會，並按立林國強先生為牧師。
1977年6月，教會向政府申請批地建堂。
1977年9月，向浸信會聯會申請於浸信會呂明才中學內開辦基址，取名沙田浸信會瀝源福音堂。
1986年聘請杜秀萍傳道負責牧養工作。
1988年，瀝源福音堂聚會人數已達一百多人，更聘請梁廷益牧師為堂主任。
1991年8月，事奉超過廿載的林國強牧師辭職離港，赴美進修。教會委任梁廷益牧師為主任牧師。
1991年初，政府正式列出批地建堂條款。當時，教會建堂之總預算為二千八百萬元，惟二百多位弟兄姊妹不斷禱告和參與，並神恩典的奇妙保守，以約三千萬之支出。
1993年11月，瀝源座堂落成啟用，並透過所屬的「白普理社會服務大樓」展開多項社區服務事工。
2001年4月，在小瀝源購置全層三萬呎之物業開設小瀝源堂。
2006年6月，在香港浸信會神學院開設馬鞍山堂。
2007年1月，在旺角購買物業名為【以利匯群坊】開設合一堂。
2010年1月，在浸信會沙田圍呂明才小學開設沙田圍堂。
2010年10月，合一堂遷往佐敦興富中心。
2012年6月，馬鞍山堂遷往 YMCA烏溪沙青年新村。
2014年6月，合一堂主日的所有聚會將遷往新蒲崗樂善堂王仲銘中學舉行。
2015年6月，事奉超過廿載的梁廷益牧師辭職離港，赴美牧會。教會委任蘇家輝牧師為主任牧師。
2017年9月，沙田浸信會大埔堂正式成立，在三水同鄉會禤景榮學校舉行聚會。

## 分堂

### 瀝源座堂
- 1993年11月建成開始聚會，位於沙田瀝源街1號。
- 逢周三長者豐盛崇拜及小組、周六晚堂崇拜、主日上午3堂崇拜、英語崇拜、兒童崇拜及ICM事工。

### 小瀝源堂
- 2001年4月開堂，位於沙田小瀝源源順圍 28 號都會廣場 8 樓。
- 逢周四上午崇拜、周六青少年崇拜、周六晚堂崇拜、主日上午 2 堂崇拜、兒童崇拜及香港基督少年軍第279分隊事工。

### 馬鞍山堂
- 2006年6月開堂，位於馬鞍山鞍駿街 2 號（YMCA烏溪沙青年新村綜合體育館內）。
- 逢主日上午崇拜、青少年崇拜、兒童崇拜及Awana事工。
- 逢周六下午青少年小組及青少年崇拜(青年會書院鑽禧劇場)。

### 合一堂
- 2007年1月開堂，位於佐敦德興街 11-12 號興富中心 1 樓。
- 逢周六下午青少年小組及晚堂崇拜、主日上午崇拜、兒童崇拜及Awana事工。

### 沙田圍堂
- 2010年1月開堂，位於沙田圓洲角路 8 號（浸信會沙田圍呂明才小學內）
- 逢周六晚堂崇拜、主日上午崇拜、兒童崇拜及Awana事工。

### 大埔堂
- 2017年9月開堂，位於大埔富善村內（三水同鄉會禤景榮學校內）
- 逢主日上午崇拜、兒童崇拜及 Awana事工。

因為教會已結與三水同鄉會禤景榮學校的合作，大埔堂已停止聚會

## 事工
| 愛神（上向） - 祈禱事工 - 崇拜及聖樂事工WAM （页面存档备份，存于）（Facebook） - 欣樂崇拜聖樂學院 JAM （页面存档备份，存于） - 基督教藝術及音樂創作室 PAM - 事工行政及發展 MAD | 愛人（內向） - 小組事工 - 夫婦事工 - 長者事工 - 青少年事工 - 兒童事工 - 英語事工 - 普通話事工 | 學道（下向） - 培訓事工 - 信徙裝備學院 Alive （页面存档备份，存于）（Facebook） - 教牧裝備學院 CMC （页面存档备份，存于） - 影音事工 - 沙浸影音事工隊 VAT（Facebook） - 出版事工 - 基稻田出版社 （页面存档备份，存于） | 傳道（下向） - 差傳事工 - 外展事工 （页面存档备份，存于） - 沙田浸信會社會服務處 （页面存档备份，存于） - 浸信會沙田教育中心（Facebook） |

## 牧區
- 男子漢
- 女兒紅
- 青少年
- 兒童（ICM、Awana、香港基督少年軍第279分隊）
- 其他（初職青牧區、黃金牧區、影音牧區、長者牧區）

## 社區服務
- 社區探訪
- 贈膳服務
- 輔導服務
- 沙田浸信會社會服務處 （页面存档备份，存于）（課託服務、學校外展服務、社區及公開大型活動，如：2012為15對長者舉行「金婚銀婚FUN婚紛」活動）
- 浸信會沙田教育中心 （页面存档备份，存于）於2007年6月成立，為教育局註冊的非牟利辦學機構，開辦小五至中六各科研習班、兒童心理課程、興趣班等
- 欣樂及崇拜聖樂學院 （页面存档备份，存于）（個人樂器培訓班、聖樂文憑及證書課程 及 海外音樂宣教）
- 租用禮堂 （页面存档备份，存于）用作婚禮註冊場地